# Chambre 12
Chambre 12 è il primo album discografico della cantante francese Louane, pubblicato nel 2015.

## Tracce
1. Jour 1
2. Avenir
3. Maman
4. Nos secrets
5. Jeune
6. Tourne
7. Chambre 12
8. Tranquille
9. Incontrôlable
10. Alien
11. Nous
12. Notre amour boit la tasse
13. Du courage
14. La fuite
15. Rester seule
16. La mère à Titi
17. Avenir (original version)
18. Je Vole
19. Jeune (J'ai envie)